# Firmino (romanzo)
Firmino (Firmin. Adventures of A Metropolitan Lowlife) è il romanzo d'esordio dello scrittore statunitense Sam Savage, pubblicato nel 2006 dalla Coffee House Press. L'opera è stata edita in lingua italiana presso la casa editrice Einaudi nel 2008.

## Trama
La storia è ambientata a Boston, nei primi mesi del 1960 ed è raccontata dallo stesso protagonista, quindi in prima persona. Firmino, un ratto di esile costituzione nato nel seminterrato della libreria Pembroke Books da una pantegana ubriaca, si trova costretto, per sfuggire alla fame e alle prepotenze degli altri fratelli, a mangiare libri e, in seguito, inizia a leggerli. In breve tempo Firmino inizia a esplorare la libreria e la sua conoscenza della letteratura si accompagna sempre più assiduamente agli svaghi dati dalla proiezione di film d'epoca. Sorgono così, dalle immagini monocromatiche e sorridenti o lascive delle spogliarelliste, i sogni proiettati verso un mondo diverso dalla libreria, il sentimento sconosciuto e profondo che lo legherà per sempre all'umanità. Avvertendo la presenza del proprietario della libreria, Norman Shine, come un ulteriore stimolo allo studio degli uomini, Firmino non esita a descriverne con puntuale accuratezza gli sguardi, il modo di agire, le abitudini.
L'attenzione di Firmino per quell'uomo nasce dal suo bisogno d'amore ed essere riconosciuto: l'eccezionale sensibilità e la comunione con le emozioni proprie del genere umano gli hanno infatti precluso tutti gli aspetti della vita condivisa con i suoi ottusi e superficiali simili. Firmino ha bisogno di mostrare al mondo e a sé stesso che "esiste" come un essere del tutto particolare ed unico: la sua curiosità nei confronti di Norman Shine scaturisce dal suo percepirsi "uomo", non topo e la curiosità diviene proiezione del suo atavico desiderio di accoglienza: immagina di scorgere sul capo di Norman, tra i ciuffi scomposti dei suoi capelli grigi, la conformazione "adatta" alla cura verso il prossimo. La sua ingenuità fa tenerezza, il suo frustrato bisogno di comunicare suscita compassione nel lettore ma non nel proprietario della libreria che, scorgendo soltanto un topo, attua la modalità di comportamento più ovvia: cerca di avvelenarlo. Rendendosi conto del "tradimento" dell'oggetto del suo amore e sopravvissuto per pura casualità ai bocconi avvelenati, il piccolo derelitto decide di tentare una sortita al parco per incontrare degli esseri umani e qui, dopo essere stato bastonato da alcuni passanti, viene raccolto da Jerry Magoon, uno scrittore stravagante di poco successo, che accudisce e "civilizza" il ratto. Il rapporto con lo scrittore rivela ancora una volta il profondo sentimento di solitudine che ha caratterizzato l'intera vita di Firmino: nell'immaginario di Jerry infatti, il suo ospite è semplicemente un animaletto sperduto e dalle abitudini bizzarre (basti citare il suo stupore quando lo scorge intento a "fingere" di leggere un libro), non un amico o un compagno. Dopo la morte di Jerry, il quartiere dove Firmino ha vissuto viene lentamente distrutto per permettere l'attuazione del nuovo piano edilizio e Firmino si trova sempre più solo a fantasticare nella sua malinconia. Solo, disilluso si ritrova impigliato in una vecchiaia più suggerita dal contesto agonizzante che da un vero trascorso cronologico: avverte prepotente la stanchezza del vivere, il desiderio struggente di abbandono nelle braccia di quegli idoli di celluloide che tanto avevano popolato la sua giovinezza.

## Edizioni
- Sam Savage, Firmino, traduzione di Evelina Santangelo, collana Stile libero - Big, Einaudi, 2008,  pp. 180, cap. 15, ISBN 978-88-06-19258-7.